# Ръш (Ирландия)
Вижте пояснителната страница за други значения на Ръш.
Ръш (на английски: Rush; на ирландски: An Ros) е град в Източна Ирландия. Града е разположен в графство Фингал на графство Дъблин, провинция Ленстър. Намира се на 27 км северно от столицата Дъблин по северния бряг на Ирландско море. Населението на града е 9231 души (2011). През града преминава жп линията Дъблин-Дроида. Ръш е с жп гара построена на 25 май 1844 г.